# Axulfe
Axulfe ist eine Ansiedlung in der Parroquia San Pedro de Viana im Municipio (galicisch Concello) Chantada (Comarca Chantada, Provinz Lugo, Autonome Gemeinschaft Galicien).

## Lage und Infrastruktur

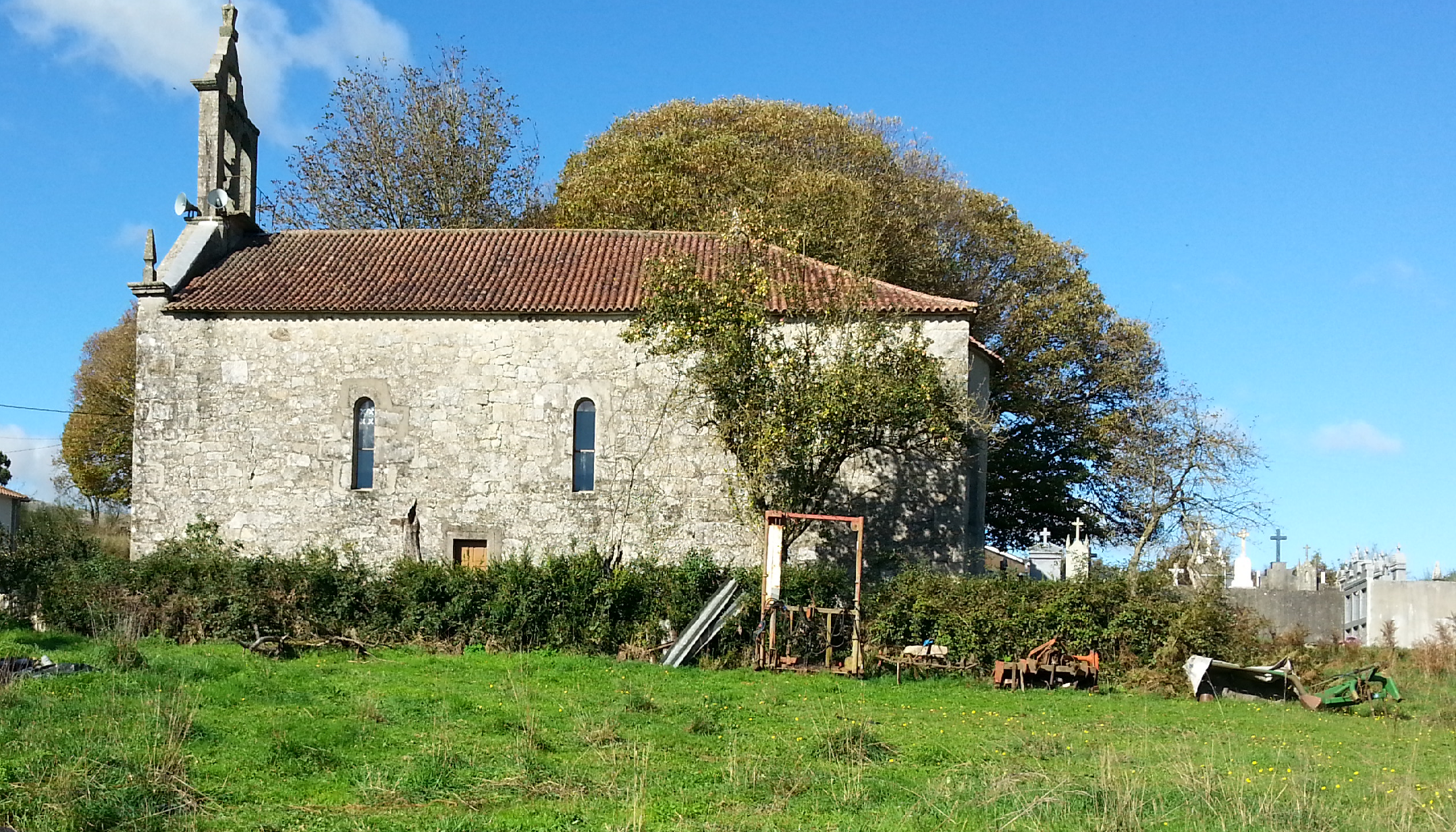
Die Igrexa de Axulfe

Durch den Ort verläuft von Norden nach Süden die LU-P-1815. Im Ortskern zweigt in westlicher Richtung ein Verbindungsweg zur ca. 750 Meter entfernten Siedlung Quintela ab.
Im Ort befindet sich die im 17. Jahrhundert umgebaute Gemeindekirche der Pfarrgemeinde San Pedro de Viana, die Igrexa Parroquial de San Pedro de Viana, kurz Igrexa de Axulfe.

## Persönlichkeiten
- Xosé Alvilares Moure (1928–2015), geboren in Axulfe, Priester und Schriftsteller[3]